# Cheng Chiu Huang
Cheng Chiu Huang ( n. 1922 ) es un profesor, y botánico chino, que ha trabajado extensamente en el "Instituto de Botánica", de la Academia China de las Ciencias.

## Algunas publicaciones

### Libros
- c.c. Huang. 1995. Characterization of new resistance to Fusarium oxysporum f. sp. lycopersici in wild Lycopersicon species. Editor Cai Cheng Huang, 46 pp.

- -------------------. 1959. Keys to Chinese Rutaceae, from C. C. Huang Preliminary Study on Chinese Rutaceae. Tradujo Ding Hou (fra kinesisk, agosto de 1968). Volumen 8 de Acta Phytotax. Sinica. 111 pp.

- La abreviatura «C.C.Huang» se emplea para indicar a Cheng Chiu Huang como autoridad en la descripción y clasificación científica de los vegetales.[1]